# 达尔文·哈姆
达尔文·哈姆（英語：Darvin Ham，1973年7月23日—），美国NBA联盟前职业篮球运动员。

## 主教练战绩
| 隊伍 | 年份    | 常規賽 | 常規賽 | 常規賽 | 常規賽 | 常規賽           | 季後賽       |
| 隊伍 | 年份    | 比賽   | 勝     | 負     | 勝率   | 排名             | 季後賽       |
| ---- | ------- | ------ | ------ | ------ | ------ | ---------------- | ------------ |
| LAL  | 2022-23 | 82     | 43     | 39     | .524   | 太平洋赛区第五名 | 西區決賽失利 |
| LAL  | 2023-24 | 82     | 47     | 35     | .573   | 太平洋赛区第四名 | 第一輪失利   |
| 總計 | 總計    | 164    | 90     | 74     | .549   |                  |              |

| 前任： 法蘭克·沃格爾 | 洛杉矶湖人主教练 2022－2024 | 繼任： J·J·雷迪克 |

## 外部連結
- 达尔文·哈姆在fiba.basketball（英语）
- 达尔文·哈姆在NBA官網（英语）
- 达尔文·哈姆在NBA G聯盟官網（英语）
- 达尔文·哈姆在西班牙篮球甲级联赛官網（球員）（西班牙语）
- 达尔文·哈姆在Basketball-Reference.com（NBA）（英语）
- 达尔文·哈姆在Basketball-Reference.com（NBA G聯盟）（英语）
- 达尔文·哈姆在Basketball-Reference.com（國際）（英语）
- 达尔文·哈姆在Sports-Reference.com（NCAA）（英语）
- 达尔文·哈姆在Eurobasket.com（球員）（英语）
- 达尔文·哈姆在Proballers（英语）
- 达尔文·哈姆在RealGM（球員）（英语）
- 达尔文·哈姆在Basketball-Reference.com（NBA教練）（英语）
- 达尔文·哈姆在Eurobasket.com（教練）（英语）